# Boling (Texas)
Boling es un lugar designado por el censo ubicado en el condado de Wharton en el estado estadounidense de Texas. En el Censo de 2010 tenía una población de 1122 habitantes y una densidad poblacional de 91,66 personas por km².

## Geografía
Boling se encuentra ubicado en las coordenadas 29°15′18″N 95°56′31″O / 29.25500, -95.94194. Según la Oficina del Censo de los Estados Unidos, Boling tiene una superficie total de 12.24 km², de la cual 12.09 km² corresponden a tierra firme y 0.15 km² (1.21%) es agua.

## Demografía
Según el censo de 2010, había 1122 personas residiendo en Boling. La densidad de población era de 91,66 hab./km². De los 1122 habitantes, Boling estaba compuesto por el 69.7 % blancos, el 7.58 % eran afroamericanos, el 0.89 % eran amerindios, el 0.18 % eran asiáticos, el 0 % eran isleños del Pacífico, el 20.23 % eran de otras razas y el 1.43 % pertenecían a dos o más razas. Del total de la población el 58.73 % eran hispanos o latinos de cualquier raza.